# Пиадена
Пиа̀дена (на италиански и на местен диалект: Piadena) е малко градче в Северна Италия, община Пиадена Дрицона, провинция Кремона, регион Ломбардия. Разположено е на 34 m надморска височина.